# Bản năng (phim truyền hình Hồng Kông)
Bản Năng (tên tiếng Trung: 笑看风云, tên tiếng Anh: Instinct; tên khác: Tiếu Khán Phong Vân) là một bộ phim truyền hình được phát sóng lần đầu trên đài TVB của Hồng Kông vào tháng 11 năm 1994. Phim có sự góp mặt của những diễn viên chính bao gồm Trịnh Thiếu Thu, Trịnh Y Kiện, Quách Tấn An, Quách Ái Minh, Trần Tùng Linh, Cổ Cự Cơ, Hàn Mã Lợi cùng nhiều diễn viên khác.

## Nội dung
Hoàng Thiên (do Trịnh Thiếu Thu thủ vai) là một doanh nhân lớn ở Hồng Kông. Mặc dù ông rất tử tế và công tâm nhưng thường xuyên phải đối phó với các âm mưu trên thương trường. Bao Văn Long (do Trịnh Y Kiện thủ vai) ban đầu là một nhân viên của cảnh sát Hồng Kông nhận điều tra một vụ án có liên quan đến Hoàng Thiên. Trong quá trình làm việc, 2 người tạo được mối quan hệ tốt đẹp với nhau.
Sau đó thì Bao Văn Long bị mất việc ở sở cảnh sát, anh được Hoàng Thiên nhận vào làm ở công ty mình. Người bạn Phan Lãng Thanh (do Quách Tấn An thủ vai) cũng làm việc ở công ty này. Bố của Phan Lãng Thanh là bạn của Hoàng Thiên. Ông phải ngồi tù oan nhiều năm sau đó được ra tù.
Dù rất thành công trong kinh doanh nhưng Hoàng Thiên lại gặp sóng gió trong cuộc sống gia đình. Ông ly dị vợ nên đứa con gái đầu là Hoàng Lôi (do Quách Ái Minh thủ vai) rất giận ông. Sau khi mẹ qua đời do tai nạn xe hơi, Hoàng Lôi nảy sinh tình cảm với Bao Văn Long. Tuy nhiên Bao Văn Long vốn đã có tình cảm với Lâm Trinh Liệt (do Trần Tùng Linh thủ vai).

## Diễn viên
- Trịnh Thiếu Thu vai Hoàng Thiên (黃天)[2]
- Trịnh Y Kiện vai Bao Văn Long (包文龍)
- Quách Tấn An vai Phan Lãng Thanh (潘朗清)
- Quách Ái Minh vai Hoàng Lôi (黃蕾)

- Trần Tùng Linh vai Lâm Trinh Liệt (林貞烈)
- Cổ Cự Cơ vai Bao Văn Hổ (包文虎)
- Hàn Mã Lợi vai Thi Mỹ Chi (施美芝)

## Nhạc phim
Bài hát chủ đề của phim có tựa đề Tiếu Khán Phong Vân do Trịnh Thiếu Thu thể hiện. Ca khúc này đã được hát lại bằng lời việt bởi ca sĩ Ưng Hoàng Phúc với tựa đề Vì Một Người Ra Đi.